# Nesokaha lineata
Nesokaha lineata är en insektsart som beskrevs av Frederick Arthur Godfrey Muir 1915. Nesokaha lineata ingår i släktet Nesokaha och familjen Derbidae. Inga underarter finns listade i Catalogue of Life.